# Sheldon Reservoir
Das Sheldon Reservoir (auch bekannt als Sheldon Lake) ist ein Stausee im Sheldon Lake State Park bei Sheldon im Nordosten des Harris County im US-Bundesstaat Texas. Er befindet sich nördlich des U.S. Highway 90, etwa 26 km östlich von Houston und 9,7 km flussaufwärts von Channelview, und staut den Carpenters Bayou im San-Jacinto-River-Basin.
Der See ist 4,82 km lang und 1,6 km breit; die Gesamtfläche beträgt 4,85 km². Das Einzugsgebiet umfasst etwa 48,55 km². Das 3 m hohe Eindämmungsbauwerk liegt 14 m über dem Meeresspiegel. Die Staukapazität des Sees beträgt 6.604.061 m³.
Der Staudamm wurde 1943 fertiggestellt und war hauptsächlich Wasserlieferant der Industrie entlang des Houston Ship Channel. Damals wurde Wasser vom San Jacinto River in den Stausee gepumpt. Nach dem Zweiten Weltkrieg wurde die Anlage überflüssig und das Wasser wurde nach Houston umgeleitet. Im Mai 1952 erwarb das Texas Parks & Wildlife Department den Stausee und das umliegende Gebiet, um es unter anderem als Wasservogel-Schutzgebiet einzurichten.
1957 wurde der Staudamm neu errichtet, wobei unter anderem Alligatoren, Waschbären, Nerze, Otter, Beutelratten, Bisamratten, Kaninchen, Weißwedelhirsche sowie Biberratten ausgesetzt wurden.
Das Gebiet um den Stausee wird seit 1984 von der texanischen Umweltschutzbehörde verwaltet, die Mittel dazu sind vom Staat festgelegt.